# ティンカー・ベル
ティンカー・ベル (英語: Tinker Bell) は 1904年のジェームス・マシュー・バリーの戯曲『ピーター・パン』と1911年の小説化『ピーター・パンとウェンディ』に登場する架空のキャラクターである。 ティンカー・ベルは『ピーター・パン』の様々な映画やテレビに登場しており、とくに1953年のウォルト・ディズニーのアニメーション映画『ピーター・パン』に登場している。ティンカー・ベルはまた2006年にグレート・オーモンド・ストリート病院が依頼したジェラルディン・マコックラン作の公式続編『ピーター・パン イン スカーレット』や、リドリー・ピアソンとデイヴ・バリーによる『ピーター＆ザ・スターキャッチャー』シリーズにも登場している。
当初はクリエイターによって「よくある妖精」と説明された脇役に過ぎなかったが、アニメ作品に登場してからティンカー・ベルは人気となり、それ以来、公式マスコットのミッキーマウスに次いで、ウォルト・ディズニー・カンパニーの非公式マスコットとして広く認知されるようになった。

## オリジナルの戯曲と小説
バリーはティンカー・ベルを鍋ややかんを修理する妖精、つまり妖精族の実際の修理屋として描写した。気難しく、嫉妬深く、執念深く詮索好きなところもあるが、ピーター・パンには親切で助けにもなる存在である。劇の初稿では、彼女はティプトーと呼ばれていたが、後の稿や最終版ではティンカー・ベルとなった。

## 舞台
オリジナルの舞台では、ティンカー・ベルは「舞台袖で手に持った小さな鏡によって、強力なランプの光を反射させて作られる小さな光の輪」によって表現されていた。ティンカー・ベルの声は「鈴の首輪と、バリーがスイスから持ってきた特別な2つの鈴」だった。しかしながら、ジェーン（またはジェニー）・レンが、ティンカー・ベル役として番組出演者の中にリストアップされていた。これは、妖精というキャラクターの神秘性を高めるのにも役立ったジョークであり、税務調査官も騙してしまい、ジェーン・レン宛に督促状を送った。
もともとは、劇中に妖精の粉は出なかったが、バリーが台本に子供たちが飛ぶためには粉を振りかける必要があると付け加えた。なぜなら、「あまりに多くの子供たちがベッドから飛ぼうとして、外科的な処置が必要になった」からである。

## 映画

### ディズニーアニメ版
髪の毛はブロンドで、おだんごにしていて、黄緑色のミニワンピースを着用している。背中には妖精の羽が生えており、パフのついたヒール靴を履いている。体が光っている。怒ると赤い光が出る。『ピーター・パン (1953年の映画)』ではまったく喋らなかったが、『ティンカー・ベル (映画)』で台詞が付いた。本作では新しく産まれた妖精。儀式で「もの作り」の才能があると判断されるが、地味な裏方作業である「もの作り」に不満を抱く。
2009年には、国連名誉緑化大使に任命された。

#### 『ピーター・パン』
ピーター・パンのパートナーの妖精。具体的にセリフがあるわけではないが、少なくともピーターやロストボーイたちには彼女の言葉がわかる模様。ピーター･パンに対し恋心を抱いているらしく、ピーターに近づく女性(とくにウェンディ)には容赦なく攻撃し、時には殺害しようとすることも厭わない。その激しい嫉妬心をフック船長に利用され、隠れ家の場所を聞き出されてしまう。粉を振りまきながら飛んでおり、この粉を浴びると空を飛ぶことができるようになる。本作ではウェンディらの他、庭につながれていたナナや海賊船も彼女の粉の効果で飛翔するなど、粉自体が飛翔能力を与えるかのような描写がなされている。フック船長の船に捕まった後、ピーターパンには手を出さない事を条件に隠れ家の場所を教えた。
- バリーの設定に基づいた設定になっている。
- ティンカーベルはマーク・デイヴィス（アニメーター）によってアニメーション化されました。 ティンカーベルは非言語的であるので、彼女の動きは彼女がコミュニケーションするのを助けるために重要であると考えた。そこでデイヴィスはキャラクターを具体化することができるダンサーを探し、実写参照モデルとしてマーガレット・ケリー（英語版）を選んだ。

#### 『ピーター・パン2』
彼女の粉を浴びただけでは飛べない(信じる心も必要)ということが明かされた(海賊船などの無機物などの場合はこの限りでない可能性もあり)。人間に妖精を信じてもらえないと、どんどん弱ってしまうが、ジェーンに信じてもらえたことで復活する。

### Peter Pan's Neverland Nightmare(2025)
ティンカー・ベルは、2025年のホラー映画 Peter Pan's Neverland Nightmare に登場し、この作品では妖精ではなく、人間として描かれている。このバージョンでは、彼女は妖精の粉と間違えてヘロイン中毒になっている。ティンカー・ベルとフック船長は、ピーターが子供たちを誘拐するのを助ける。

## アート

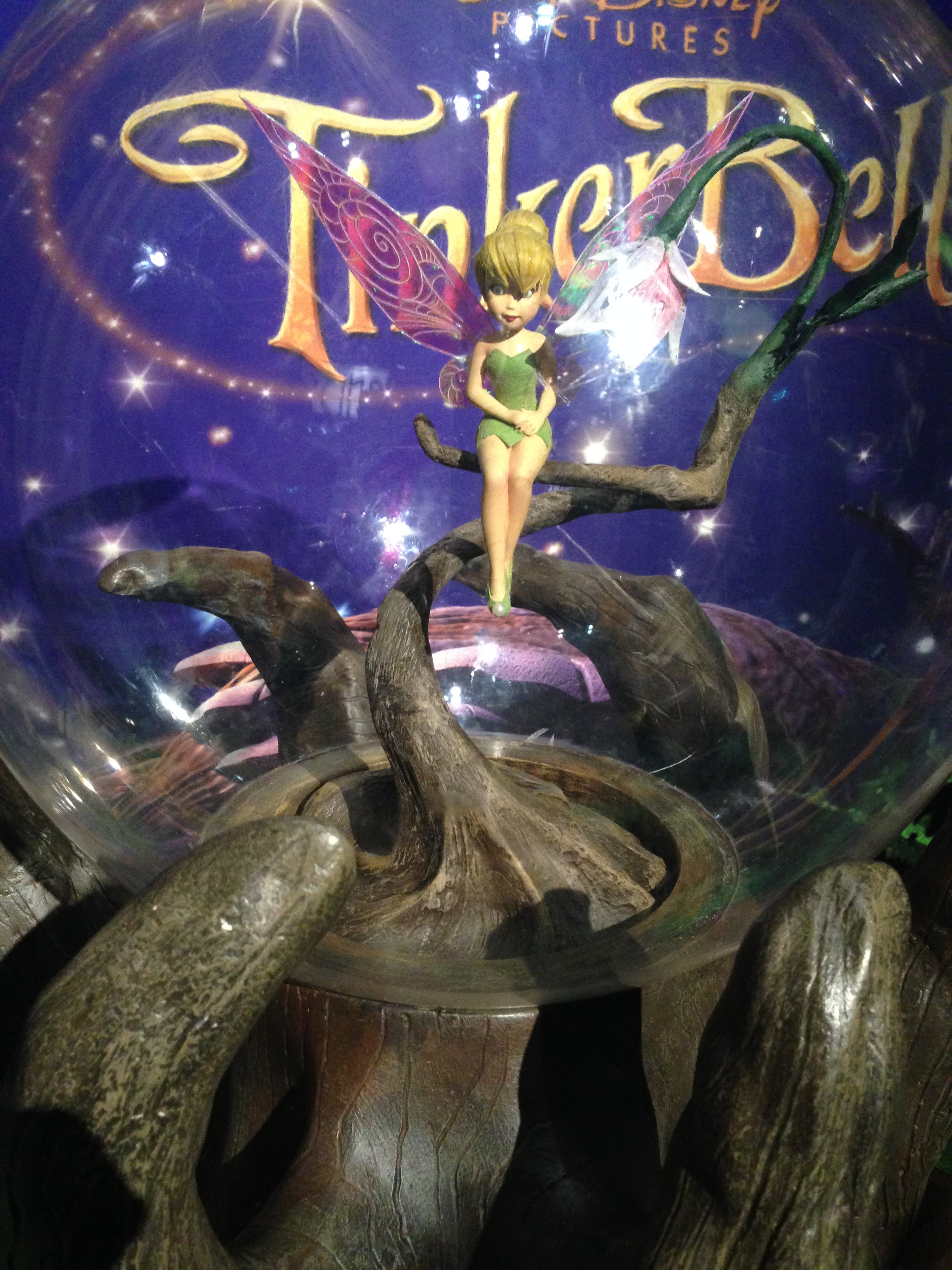
ロンドンのマダム・タッソーにあるティンカー・ベルの蝋人形

2009年、ロンドンのマダム・タッソーズで、ティンカー・ベルの蝋人形（高さ14センチで、博物館の「史上最も小さい人形」）とされている。

## ディズニーランド
1961年から2005年まで、５人の人がカリフォルニア・ディズニーランドでティンカー・ベル を演じた。1961年、ウォルト・ディズニーはディズニーランドの観客を驚かせるために、空飛ぶティンカー・ベルを探し始めた。クラインはマッターホルンと眠れる森の美女の城をつなぐワイヤーを滑り降りるために雇われた。クラインは1964年にティンカー・ベル役を引退した。その年のうちにクラインはティンカー・ベル役で復帰する予定だったが、引退から復帰する前に胃がんで亡くなった。クラインの後任として、19歳のひと夏の間フランス人サーカスの曲芸師ミミ・ゼルビーニが務め、その後、1966年から1977年まではジュディ・ケイ、1983年から2005年までは27歳のジーナ・ロックが務めた。 ジーナは引退時に、自分の後任として3人の女性を育てた。パティ・ロックは1985年から1995年までジーナ・ロックの代役として飛行し、その後はジーナ・ロックと飛行を分担し、2人とも2005年に引退した。その年、マッターホルンからのジップラインはパフォーマーが前後や上下に移動できる滑車システムに変更された。

## ティンカー・ベルを演じた役者・声優
- 『ピーター・パン』（1953年、アメリカ映画）　モデル：マーガレット・ケリー
- 『フック』（1991年、アメリカ映画）　ジュリア・ロバーツ（土井美加）
- 『ピーター・パン2 ネバーランドの秘密』（2002年、アメリカ、OVA作品（日本では劇場公開））　モデル：マーガレット・ケリー
- 『ピーター・パン』（2003年、アメリカ映画）　リュディヴィーヌ・サニエ
- 『ティンカー・ベル』（2008年、アメリカ、OVA作品（日本では劇場公開）　メイ・ホイットマン（深町彩里） [14]
- 『ティンカー・ベルと月の石』（2009年、アメリカ、OVA作品（日本では劇場公開）　メイ・ホイットマン（深町彩里） [15]
- 『ティンカー・ベルと妖精の家』メイ・ホイットマン（深町彩里）[16]
- 『ピクシー・ホロウ・ゲームズ 妖精たちの祭典』メイ・ホイットマン（深町彩里）[17]
- 『ティンカー・ベルと輝く羽の秘密』メイ・ホイットマン（深町彩里）[18]
- 『ティンカー・ベルとネバーランドの海賊船』（2014年、アメリカ）メイ・ホイットマン（深町彩里）[19]
- 『ティンカー・ベルと流れ星の伝説』（2015年、アメリカ）メイ・ホイットマン（深町彩里）[20]

### テレビ
- 1989年のアニメ『ピーターパンの冒険』シリーズにおける島本須美
- 1990年のフォックスのアニメ番組『ピーター・パンと海賊たち』では、デビ・デリーベリーが声の出演をしている[21]。
- 2011年のミニシリーズ『ネバーランド』でのキーラ・ナイトレイ[22]
- ローズ・マキヴァーは、ABC『ワンス・アポン・ア・タイム』シーズン3（2013）に「ごく普通の妖精」というエピソードで初登場した[23]。
- 2014年にNBCが放送したミュージカルのテレビ番組『ピーター・パン・ライブ！』では、ティンカー・ベルのCGバージョンが使われ、技術者がライブで操作した[24]。
- パロマ・フェイスは、2015年のITV映画『ピーター＆ウェンディ』に出演した[25]。

## その他
- ディズニーランド (テレビ番組)
- ディズニーフェアリーズ ティンカー・ベルをはじめとする妖精たちを取り扱った作品、商品群
- このほか、ディズニーランド、東京ディズニーランドなどのイメージキャラクターの1人になっており、CMなどのアイキャッチに登場する。
- ティンカーベル写像